# Velká Javořina
Velká Javořina (v místním nářečí Velká Javorina, slovensky Veľká Javorina) je hora v Bílých Karpatech na moravsko-slovenském pomezí. Se svými 970 m n. m. je nejvyšší horou tohoto pohoří a nejvyšším bodem okresu Uherské Hradiště. Vrcholem hory prochází hranice České republiky se Slovenskem, nachází se zde také televizní a rádiový vysílač.

## Geografie
Vrcholová část Javorina je součástí národní přírodní rezervace Javorina, která zahrnuje pralesovitý porost na vápnitém flyši severního svahu a společenstvo horské louky na vrcholu a severním svahu Velké Javořiny. Od roku 2008 je současně na ploše 165 hektarů vyloučen jakýkoli zásah do lesního porostu – na Javořině byl vyhlášen prales.
Vysílač Velká Javořina je vysoký asi 135 metrů. Nachází se zde několik anténních systémů. Dříve procházela hranice jím, ale od 25. července 1997 leží jeho pozemky čistě na slovenské straně.
3–4 km od vrcholu se nachází vrch Jelenec dříve využívaný jako vojenský prostor. Na tomto vrchu zbyla po armádě chátrající 48 metrů vysoká telekomunikační věž (6 stupňů po 8 metrech, šestiboká, volně přístupná).[zdroj?]

## Československá vzájemnost
Od roku 1990 se každoročně na Velké Javořině konají letní Slavnosti bratrství Čechů a Slováků (dříve Moravanů a Slováků), které navazují na tradici podobných akcí z doby první republiky, která má své kořeny už v druhé polovině 19. století, kdy tudy ještě procházela hranice dvou částí Rakouska-Uherska.
O podporu československé vzájemnosti usiloval i kněz Antonín Šuránek, který chtěl na vrcholu Javořiny krátce po druhé světové válce zbudovat kapli Panny Marie, Matky jednoty. V roce 1947 se v rámci shromáždění konala na Javořině mše svatá a později byla pod vrcholem zbudována boží muka na památku Marie Málkové z Nivnice, kterou při návratu z tohoto shromáždění zabil blesk. Více se ovšem pro odpor nastupujícího komunistického režimu již vybudovat nestihlo.

## Turismus
Velká Javořina je významným turistickým cílem. Odlesněný hřeben umožňuje vynikající rozhled. Směrem na východ je dobře viditelný blízký Považský Inovec a hroty Strážovských vrchů včetně nejvyššího Strážova (1213 m), za nimi lze rozeznat pohoří Žiar a Vtáčnik, vrcholy Rakytova a Ploské na Velké Fatře, západní část hřebene Nízkých Tater a pásmo Malé Fatry od výrazné siluety Kľaku (1352 m) až po vlevo vystrčený masiv Velkého Rozsutce. Severnímu obzoru v popředí dominují Velký Lopeník (911 m) a Chmeľová, za rovnoběžně uspořádanými hřebeny Bílých Karpat, Javorníků, Vizovických a Hostýnských vrchů vystupují vedle sebe nejvyšší vrcholy Moravskoslezských Beskyd: Radhošť, Kněhyně, Smrk, Lysá hora a Travný. Na západě jsou v létě, kdy nebývá inverze, pozorovatelné Pálava, Chřiby a Drahanská vrchovina, tvořící se oblaka udávají polohu jaderné elektrárny Dukovany. Směrem na jih vystupují Malé Karpaty a na jihovýchod Tribeč. Při zvláště výborné dohlednosti mohou být vidět na východě štíty Západních Tater, na severu nad náhorní rovinou Oderských vrchů i 140 km vzdálená klenba Hrubého Jeseníku s Pradědem a na jihozápad ve vzdálenosti asi 180 km Alpy s masivem Schneebergu (2075 m) a dalšími masivy alpského předhůří.
Na vrchol Velké Javořiny vede vícero turistických tras z moravské i slovenské strany. Asi 500 m pod vrcholem, na slovenské straně, se nachází turistická Holubyho chata.

## Galerie

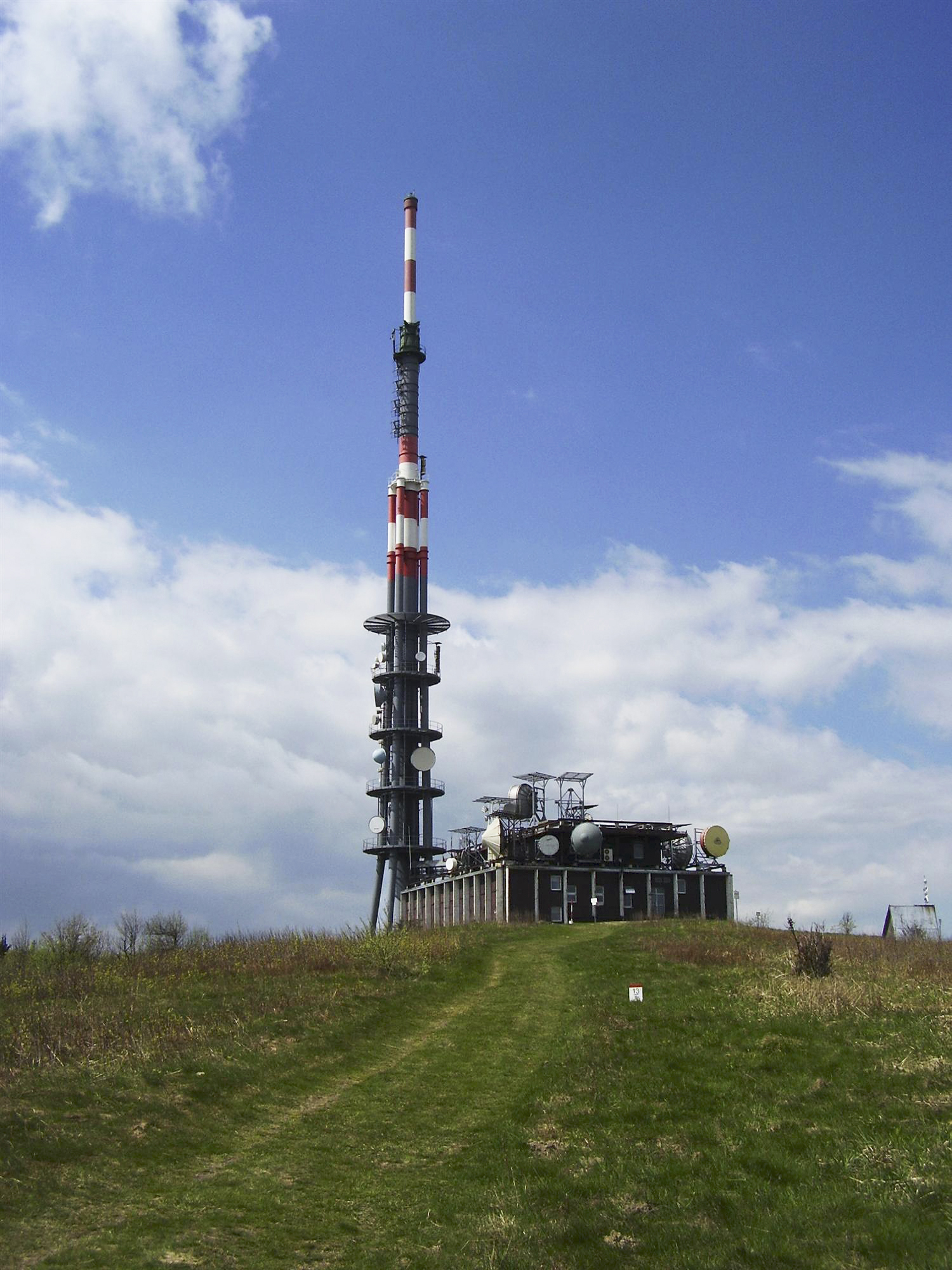
Vysílač Velká Javořina
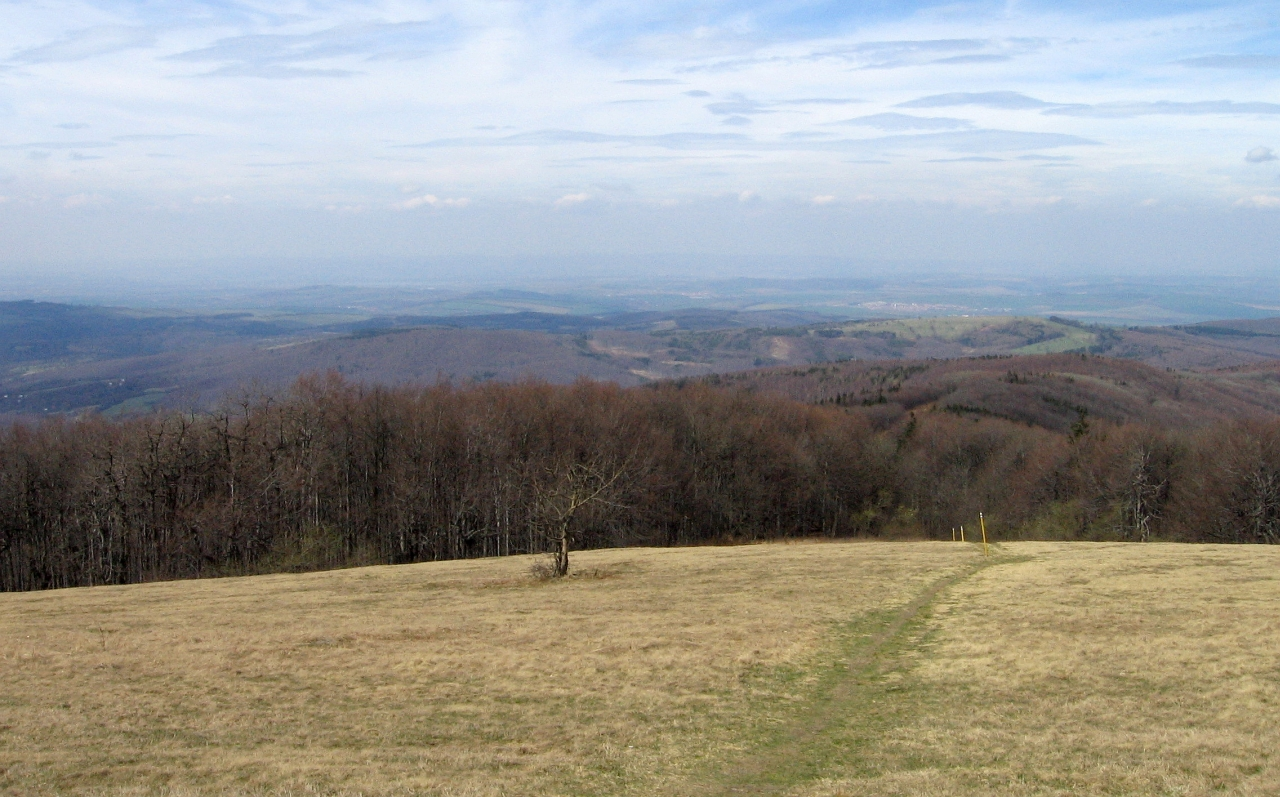
Velká Javořina - pohled na moravskou stranu
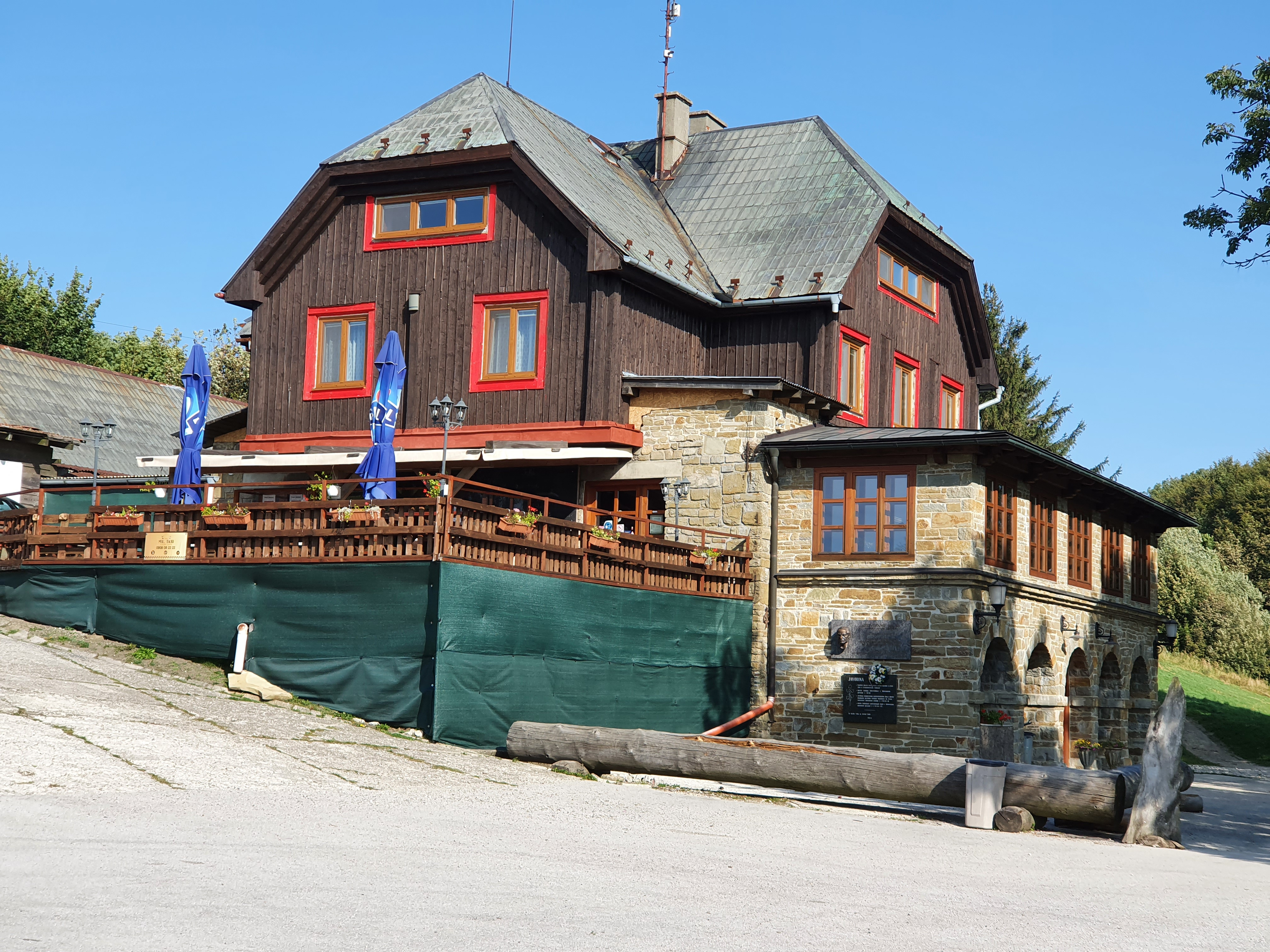
Holubyho chata
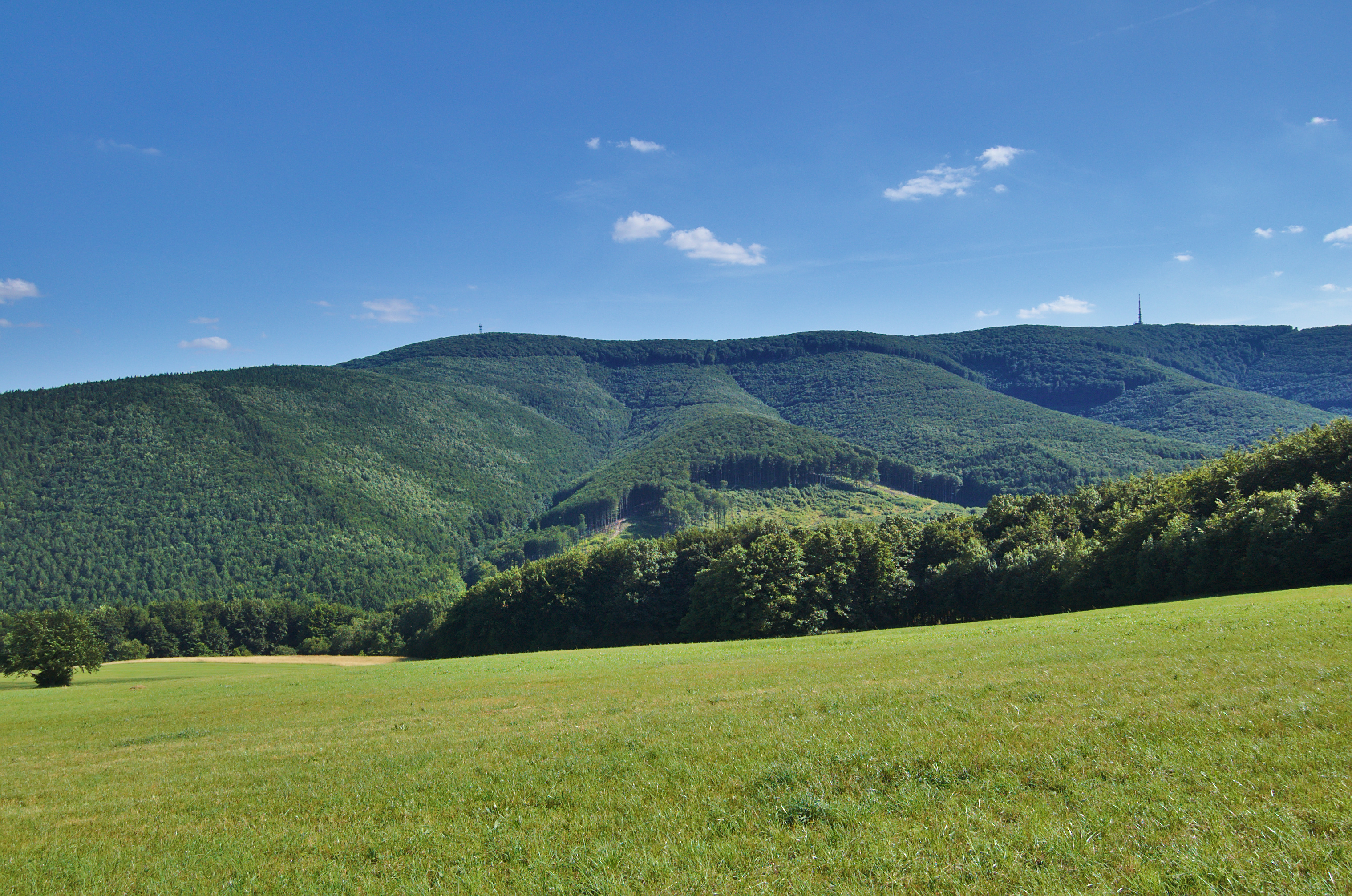
Velká Javořina a Jelenec od Strání

## Chráněné území
Veľká Javorina je přírodní rezervace v oblasti Bílé Karpaty. Nachází se v katastrálním území obcí Lubina a Bzince pod Javorinou v okrese Nové Mesto nad Váhom v Trenčínském kraji. Území bylo vyhlášeno či novelizováno v roce 1988 na rozloze 82,9800 ha. Ochranné pásmo nebylo stanoveno.